# Vild med Ord
Vild med Ord (formelt og stiliseret Vild med ORD, Aarhus Litteraturfestival) er en årligt tilbagevendende litteraturfestival, og samtidig navnet på foreningen, der står bag den.[kilde mangler] Foreningen har eksisteret siden 2009.[kilde mangler] De første år foregik festivalen i april, men siden 2011 har den ligget under Århus Festuge i september måned.[kilde mangler] I 2016 lå festivalen dog i maj.[kilde mangler]
Festivalen er støttet af Statens Kunstråd og af Bibliotekerne i Århus. Festivalen er udelukkende drevet af frivillig arbejdskraft.[kilde mangler]
Festivalens første dag er tilegnet børnelitteratur og litterære events målrettet børn, mens de følgende dage har en bred målgruppe med forskellige typer litteratur.[kilde mangler]